# CRA海物語AQUA with 吉木りさ SONG COLLECTION
『CRA海物語AQUA with 吉木りさ SONG COLLECTION』（シーアールエーうみものがたりアクア・ウィズ・よしきりさ・ソング・コレクション）は、吉木りさの3枚目の配信限定アルバム。2014年6月2日に日本コロムビアから発売された。

## 概要
- 2014年6月2日に三洋物産より発売された『CRA海物語アクア with 吉木りさ』のイメージソングをまとめたアルバム。

## 収録曲
1. PERMANENT SUMMER [4:16]
作詞：只野菜摘、作曲・編曲：宮崎誠
2. もっともっとくじらっきー [3:17]
作詞・作曲：吉田詩織、編曲：楊慶豪
3. Flying Sparkling☆☆☆ [3:02]
作詞：大森祥子、作曲：松尾祐輔、編曲：立山秋航
4. ラブリィ・ラブリィ・ラブリィ [4:31]
作詞：大森祥子、作曲・編曲：橋本由香利
5. ボクは風になる [5:15]
作詞・作曲・編曲：宮崎誠
6. ボカロがライバル☆ [4:14]
作詞・作曲・編曲：前山田健一
7. PERMANENT SUMMER [4:40]